# فلاديميرسكايا (كراسنودار)
فلاديميرسكايا (بالروسية: Владимирская) هي مدينة في مقاطعة كراسنودار كراي في روسيا.
يبلغ عدد سكانها حوالي 7144   نسمة.